# 埃里希·鲁道弗
埃里希·鲁多夫（德語：Erich Rudorffer；1917年11月1日—2016年4月8日）是德国空军的王牌飞行员，是在整个第二次世界大战中服役德国空军的少数人之一。他在空战史上第7个最成功的战斗机飞行员，第222场胜利声称。鲁道夫参加了德国所有主要战区的战斗，包括欧洲和地中海行动战区和东部战线。